# アクメ (鉄道模型メーカー)
アクメ（ACME、Anonima Costruzioni Modellistiche Esatte S.r.l.）は、イタリアの鉄道模型メーカー。ミラノに拠点を置く。

## 概要・歴史
イタリアの鉄道車両をHOスケールで正確に模型化するメーカー。アクメは正式にはAnonima Costruzioni Modellistiche Esatteと言い、頭文字を略してACMEと表記する。1990年代に創業し、細かい点に厳しい愛好者・コレクターなどのニッチ市場向けにイタリア国鉄の車両の模型を生産する。
イタリアの鉄道模型市場は1990年代まで、リマとリバロッシがほぼ独占していたが、2000年代にリマ・リバロッシともに外国企業に買収され、イタリアの車両の模型化が以前よりも重要視されなくなってしまったため、これを是正することを目的にアクメは起業した。

## 製品
製品のデザインや設計はイタリアで行なうが、実際の製造は製造コストを低減させるために中国で行なわれる。昔のような鉄道玩具然とした製品はなく、価値ある模型の市場が作られている。

## 出版
鉄道の歴史やニュースなどを題材とした出版物を発行する。トレノアズーロやコルベリーニ車両など、特定のテーマの本を出版した。
鉄道の歴史や模型を探求した雑誌『la RF Rivista della Ferrovia』を発行する。